# 王登 (战国)
王登（?—?），《吕氏春秋》作任登，战国初期晋国赵氏大臣。
赵襄子当政之时，以王登任中牟县县令。他在上呈全年的帐簿时，向赵襄子推荐中牟的中章、胥己，认为他们品行好，学识渊博，请求任用。赵襄子让他们当中大夫。赵氏的相认为只是耳闻，未亲眼见到其为人，现在他们没有功劳就接受这么高的职权，不符合晋国的成法。赵襄子说自己提拔王登，已经是用耳听眼见了。王登所举荐的人，我如果还要亲自耳听眼见亲自考察，就永远没有个完了。